# Nefelé

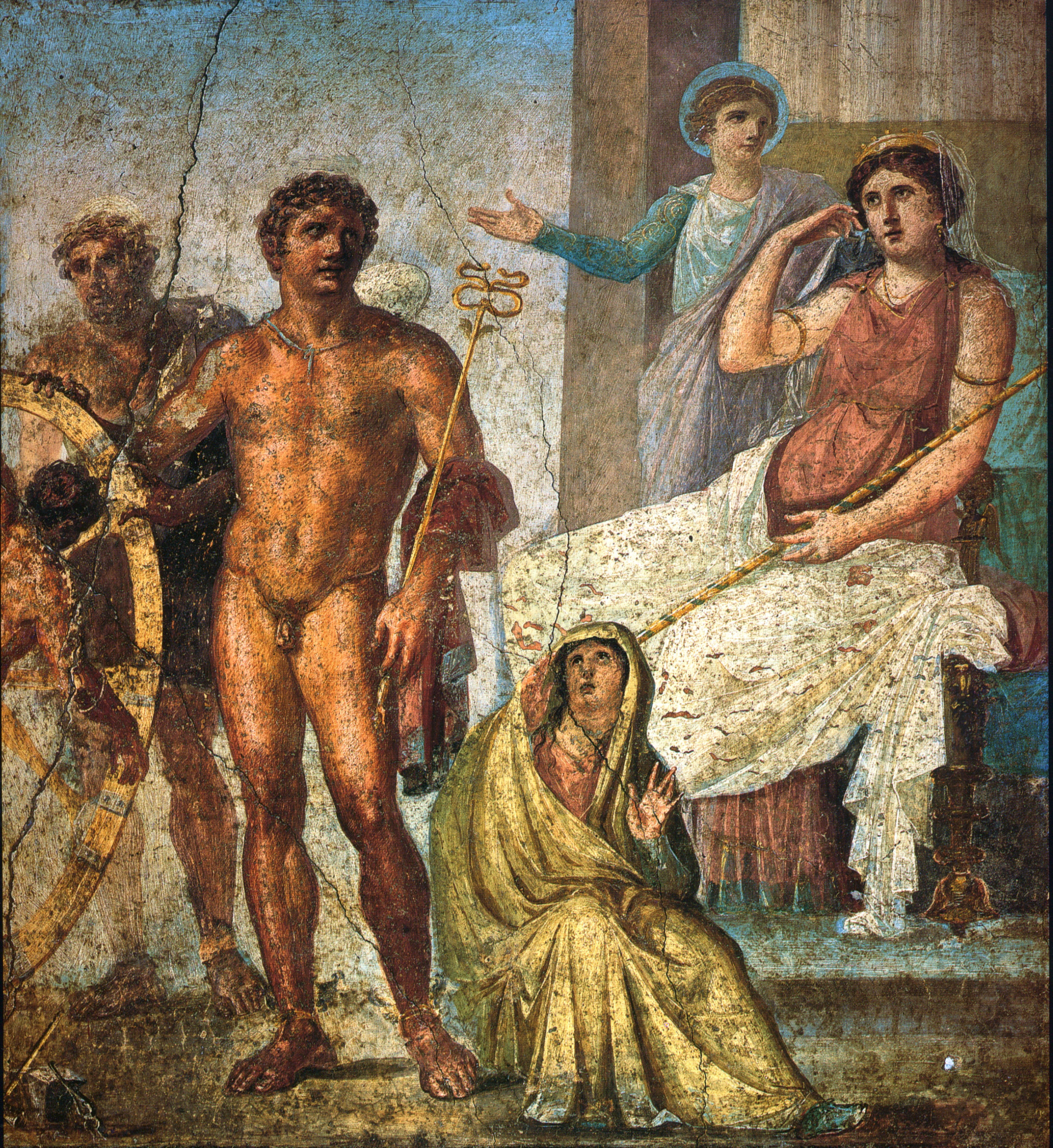
Potrestání Ixióna na pompejské fresce z Domu Vettiů, cca 60-79 n. l., Nefelé uprostřed dole

Nefelé (starořecky Νεφελη, latinsky Nubes) je v řecké mytologii dvojnice Héry, která s králem Ixiónem zplodila kentaury. Tato Nefelé může být totožná se stejnojmennou manželkou krále Athama. Často je označována jako nymfa či bohyně, toto tvrzení však nemá oporu v antických pramenech.

## Nefelé a Ixión
Pindaros ve své druhé Pýthijské ódě z 5. století př. n. l. vypráví že král Ixión, ač se mu dostalo cti hodovat s bohy, zatoužil po samotné Héře a pokusil se ji znásilnit ve svatební komnatě. Ve skutečnosti se však namísto bohyně spojil s oblakem (nefelé) v podobě Héry, který stvořil Zeus, aby jej oklamal. Z tohoto nepřirozeného spojení se zrodil obludný syn Kentauros, otec kentaurů. Ixión byl za svou opovážlivost potrestán vpletením do kola.
Pseudo-Apollódorova Bibliothéka z 2. století uvádí že Ixión zatoužil po Héře a pokusil se ji znásilnit, ale ta o tom zpravila Dia a ten aby ověřil, zda mu říká pravdu, vytvořil z oblaku její dvojnici, která pak s králem ulehla. Když se ten chlubil, že spal s Hérou, Zeus jej potrestal vpletením do kola a Nefelé zplodila Kentaura. Diodóros Sicilský ve své Historické knihovně z 1. století př. n. l. také uvádí, že Ixión zatoužil po Héře a místo ní dostal její dvojnici Nefelé, jejíž potomci Kentauroi byli prvními lidmi, jež osedlali koně. Taktéž zmiňuje, že Nefelé pomohla svým potomkům kentaurům, když bojovali s Héraklem. Příběh je ještě uváděn v Hyginových Fabulae z 2. století.

## Nefelé a Athamás
Nefelé z příběhu o Ixiómovi může, ale nemusí být, totožná se svojí jmenovkyní, manželkou bojótského krále Athamáse, s kterým měla dvě děti: Frixa a Hellé.
Pseudo-Apollódorova Bibliothéka uvádí že po narození svých Frixa a Hellé si Athamás vzal druhou ženu: thébskou princeznu Ínó, dceru Kadma a Harmonie, s kterou zplodil Learcha a Melikerta. Poté začala Ínó spřádat intriky proti Nefeliným dětem a přesvědčila bojótské ženy, aby upražily zrno určené k osevu a když poté obilí nevzešlo, poslal Athamás pro radu do Delfské věštírny. Ínó následně přesvědčila posly, aby tvrdili, že podle věštby neúroda skončí poté, co bude Frixos obětován Diovi. Na nátlak svých poddaných se král chystal tak učinit, ale Nefelé darovala svým dětem zlatého berana, kterého získala od Herma, a na tomto beranu křižovali zemi a moře. Nad Dardanelami však Hellé z berana spadla do moře a to bylo po ní pojmenováno Helléspontem „Helliným mořem“. Frixos dorazil až do Kolchidy, dnešní Gruzie, kde byl přijat králem Aiétém, jenž mu dal za manželku svou dceru Chalkiopé.
Hyginus ve svých Fabulae vypráví začátek příběhu stejně jako Pseudo-Apollodóros, ale tvrdí, že poté, co Athamás odmítal obětovat Frixa, tak ten sám se nabídl k oběti dobrovolně, byl však zachráněn, když jeden ze služebníků prozradil králi Ínin plán.